# Tenuiphantes
Tenuiphantes Saaristo & Tanasevič, 1996 è un genere di ragni appartenente alla famiglia Linyphiidae.

## Distribuzione
Delle quarantadue specie oggi note di questo genere, quarantuno sono state rinvenute nella regione olartica; la T. stramencola è stata reperita in Tanzania. La specie dall'areale più vasto è la T. nigriventris, rinvenuta in varie località dell'intera regione.

## Tassonomia
Per la determinazione delle caratteristiche della specie tipo sono tenute in considerazione le analisi sugli esemplari di Lepthyphantes tenuis (Blackwall, 1852).
Dal 2011 non sono stati esaminati esemplari di questo genere.
A dicembre 2012, si compone di quarantadue specie:
1. Tenuiphantes aduncus (Zhu, Li & Sha, 1986) — Cina
2. Tenuiphantes aequalis (Tanasevič, 1987) — Russia, Armenia
3. Tenuiphantes alacris (Blackwall, 1853) — Regione paleartica
4. Tenuiphantes altimontanus Tanasevič & Saaristo, 2006 — Nepal
5. Tenuiphantes ancatus (Li & Zhu, 1989) — Cina
6. Tenuiphantes ateripes (Tanasevič, 1988) — Russia
7. Tenuiphantes canariensis (Wunderlich, 1987) — Isole Canarie
8. Tenuiphantes contortus (Tanasevič , 1986) — Russia, Georgia, Azerbaigian, Armenia
9. Tenuiphantes cracens (Zorsch, 1937) — America settentrionale
10. Tenuiphantes crassus Tanasevič & Saaristo, 2006 — Nepal
11. Tenuiphantes cristatus (Menge, 1866) — Regione paleartica
12. Tenuiphantes drenskyi (van Helsdingen, 1977) — Bulgaria
13. Tenuiphantes flavipes (Blackwall, 1854) — Regione paleartica
14. Tenuiphantes floriana (van Helsdingen, 1977) — Romania
15. Tenuiphantes fogarasensis (Weiss, 1986) — Romania
16. Tenuiphantes fulvus (Wunderlich, 1987) — Isole Canarie
17. Tenuiphantes herbicola (Simon, 1884) — Francia, Corsica, Algeria
18. Tenuiphantes jacksoni (Schenkel, 1925) — Svizzera, Austria
19. Tenuiphantes jacksonoides (van Helsdingen, 1977) — Svizzera, Germania, Austria
20. Tenuiphantes leprosoides (Schmidt, 1975) — Isole Canarie
21. Tenuiphantes mengei (Kulczyński, 1887) — Regione paleartica
22. Tenuiphantes miguelensis (Wunderlich, 1992) — Isole Azzorre, Madeira
23. Tenuiphantes monachus (Simon, 1884) — Europa
24. Tenuiphantes morosus (Tanasevič, 1987) — Russia, Georgia, Azerbaigian
25. Tenuiphantes nigriventris (L. Koch, 1879) — Regione olartica
26. Tenuiphantes perseus (van Helsdingen, 1977) — Iran
27. Tenuiphantes plumipes (Tanasevič, 1987) — Nepal
28. Tenuiphantes retezaticus (Růžička, 1985) — Romania
29. Tenuiphantes sabulosus (Keyserling, 1886) — America settentrionale
30. Tenuiphantes spiniger (Simon, 1929) — Francia
31. Tenuiphantes stramencola (Scharff, 1990) — Tanzania
32. Tenuiphantes striatiscapus (Wunderlich, 1987) — Isole Canarie
33. Tenuiphantes suborientalis Tanasevič, 2000 — Russia
34. Tenuiphantes teberdaensis Tanasevič, 2010 — Russia
35. Tenuiphantes tenebricola (Wider, 1834) — Regione paleartica
36. Tenuiphantes tenebricoloides (Schenkel, 1938) — Madeira
37. Tenuiphantes tenuis (Blackwall, 1852)[3] — Europa, Africa settentrionale (altrove, introdotto)
38. Tenuiphantes wunderlichi (Saaristo & Tanasevič, 1996) — Turchia
39. Tenuiphantes zebra (Emerton, 1882) — America settentrionale
40. Tenuiphantes zelatus (Zorsch, 1937) — America settentrionale
41. Tenuiphantes zibus (Zorsch, 1937) — America settentrionale
42. Tenuiphantes zimmermanni (Bertkau, 1890) — Europa, Russia

### Sinonimi
- Tenuiphantes appalachia (Chamberlin & Ivie, 1944); posta in sinonimia con Tenuiphantes sabulosus (Keyserling, 1886) a seguito di un lavoro dell'aracnologo Ivie, 1967.
- Tenuiphantes aspromontis (Caporiacco, 1949), trasferita dal genere Lepthyphantes Menge, 1866, e posta in sinonimia con Tenuiphantes tenuis (Blackwall, 1852) a seguito di un lavoro degli aracnologi van Helsdingen, Thaler & Delčev del 1977.
- Tenuiphantes borealis (Braendegaard, 1932), trasferita dal genere Lepthyphantes Menge, 1866 e posta in sinonimia con Tenuiphantes zimmermanni (Bertkau, 1890) a seguito di un lavoro dell'aracnologo Braendegaard del 1958.
- Tenuiphantes camtschaticus (Kulczyński, 1926), trasferita dal genere Lepthyphantes Menge, 1866 e posta in sinonimia con Tenuiphantes nigriventris (L. Koch, 1879) a seguito di un lavoro degli aracnologi Tanasevič & Eskov del 1987.
- Tenuiphantes concinnellus (Roewer, 1942), trasferita dal genere Linyphia Latreille, 1804, e posta in sinonimia con Tenuiphantes mengei (Kulczyński, 1882) a seguito di un lavoro dell'aracnologo Holm (1945b).
- Tenuiphantes decoratus (Banks, 1892), trasferita dal genere Bathyphantes Menge, 1866 e posta in sinonimia con Tenuiphantes zebra (Emerton, 1882) a seguito di un lavoro dell'aracnologo Kaston (1945b).
- Tenuiphantes falteronensis (Caporiacco, 1936), trasferita dal genere Lepthyphantes Menge, 1866 e posta in sinonimia con Tenuiphantes tenuis (Blackwall, 1852) a seguito di un lavoro degli aracnologi van Helsdingen, Thaler & Delčev del 1977.
- Tenuiphantes foliatus (Denis, 1945), trasferita dal genere Lepthyphantes Menge, 1866 e posta in sinonimia con Tenuiphantes tenuis (Blackwall, 1852) a seguito di un lavoro dell'aracnologo Bosmans (1985a).
- Tenuiphantes gallicus (Simon, 1929), trasferita dal genere Lepthyphantes Menge, 1866 e posta in sinonimia con Tenuiphantes mengei (Kulczyński, 1882) a seguito di un lavoro dell'aracnologo Holm (1945b).
- Tenuiphantes henricae (Six, 1858), trasferita dal genere Lepthyphantes e posta in sinonimia con Tenuiphantes flavipes (Blackwall, 1854) a seguito di un lavoro degli aracnologi van Helsdingen, Thaler & Deltshev del 1977.
- Tenuiphantes lagodechiensis (Mkheidze, 1997), trasferita dal genere Lepthyphantes (Menge, 1866) e posta in sinonimia con Tenuiphantes contortus (Tanasevič, 1986) a seguito di un lavoro degli aracnologi Saaristo & Tanasevič del 2001.
- Tenuiphantes leruthi (Denis, 1952), trasferita dal genere Lepthyphantes (Menge, 1866) e posta in sinonimia con Tenuiphantes alacris (Blackwall, 1853) a seguito di un lavoro degli aracnologi Saaristo & Tanasevič (1996b).
- Tenuiphantes pygmaeus (Menge, 1866), trasferita dal genere Lepthyphantes (Menge, 1866) e posta in sinonimia con Tenuiphantes tenebricola (Wider, 1834) a seguito di un lavoro dell'aracnologo Holm (1945b).
- Tenuiphantes relativus (O. P.-Cambridge, 1879), trasferita dal genere Lepthyphantes Menge, 1866 e posta in sinonimia con Tenuiphantes cristatus (Menge, 1866) a seguito di un lavoro dell'aracnologo O. P.-Cambridge del 1900.
- Tenuiphantes sanfilippoi (Caporiacco, 1950), trasferita dal genere Lepthyphantes Menge, 1866 e posta in sinonimia con Tenuiphantes tenuis (Blackwall, 1852) a seguito di un lavoro degli aracnologi van Helsdingen, Thaler & Delčev del 1977.
- Tenuiphantes tomskica (Strand, 1900), trasferita dal genere Linyphia Latreille, 1804 e posta in sinonimia con Tenuiphantes mengei (Kulczyński, 1882) a seguito di un lavoro dell'aracnologo Holm (1945b).